# Teoria dwóch źródeł

Teoria dwóch źródeł sugeruje, że Ewangelia Marka powstała jako pierwsza. Istniało ponadto drugie źródło, nazwane źródłem Q. Ewangelie Mateusza i Łukasza powstały niezależenie, korzystając z Marka i Q jako źródeł.

Teoria dwóch źródeł – teoria dotycząca relacji pomiędzy Ewangeliami synoptycznymi, najbardziej znane i najszerzej przyjmowane rozwiązanie tzw. problemu synoptycznego. Została po raz pierwszy postawiona w 1838 roku przez niemieckiego filozofa protestanckiego Christiana Hermanna Weisse. Zakłada, że Ewangelia Marka była wraz ze źródłem Q podstawą dla dwóch pozostałych Ewangelii synoptycznych: Ewangelii Mateusza i Ewangelii Łukasza. Dowodem na to mają być fragmenty wspólne obu Ewangeliom a niewystępujące u Marka. Zakłada istnienie hipotetycznego źródła Q (zaginionego zbioru wypowiedzi Jezusa, ustnego lub pisanego, aramejskiego lub greckiego), z którego korzystali Mateusz i Łukasz, a które nie było znane Markowi, co budzi kontrowersje wśród naukowców. Teoria była początkowo odrzucana przez Kościół katolicki jako sprzeczna z tradycją mówiącą o tym, że Ewangelia według Mateusza była najstarsza, jako że integralnym jej elementem jest założenie, że Ewangelia Marka powstała jako pierwsza.

## Historia
Weisse i Holtzmann, korzystając z badań Weizsackera i Weissa, stworzyli teorię dwóch źródeł, która wyjaśnia podobieństwa i różnice synoptyków. Klasyczne sformułowanie tej teorii zawiera dzieło P. Wernlego Die synoptische Frage (Freiburg 1899): teksty zgodne z Markiem pozostali synoptycy mieli od niego zaczerpnąć, natomiast teksty jedynie im wspólne pochodziły ze źródła Q. 
Rozwiniętą wersję (w anglojęzycznym świecie naukowym nazywaną teorią czterech źródeł) podał Burnett Hillman Streeter (1875–1937), który oprócz dwóch podstawowych źródeł (Mk i Q) wskazał na istnienie źródeł związanych z tzw. dobrem własnym (niem. Sondergut) Ewangelii Mateusza i Ewangelii Łukasza (M – związany z Jerozolimą i L – związany z Cezareą). Doszukiwał się judaistycznych tendencji w M. Natomiast źródło Q związane było z Antiochią, skomponowane zostało w języku aramejskim, prawdopodobnie przez apostoła Mateusza dla chrześcijan z Galilei. Mateusz nie znał źródła, z którego korzystał Łukasz, a Łukasz nie znał źródła, z którego korzystał Mateusz. Mateusz powstał pod wpływem Mk, M i Q, natomiast Ewangelia Łukasza powstawała w dwóch etapach. Pierwsza redakcja była wynikiem kompilacji materiału ze źródła Q i źródła L, znanego jedynie Proto-Łukaszowi. Natomiast w drugim etapie Ewangelia Proto-Łukasza została rozbudowana pod wpływem Ewangelii Marka. Pierwsza Ewangelia jest kombinacją tradycji Jerozolimy, Antiochii i Rzymu, natomiast trzecia – Cezarei, Antiochii i Rzymu. 

## Opis teorii
Teoria dwóch źródeł opiera się zasadniczo na dwóch tezach. Pierwsza wiąże się z przekonaniem, że Ewangelia Marka jest najstarszą Ewangelią kanoniczną. Mateusz i Łukasz, pisząc swoje Ewangelie, korzystali z Ewangelii Marka. Na rzecz tej tezy przemawiają: 
- Proste zdania Marka zostały rozszerzone lub skomentowane przez pozostałych ewangelistów. Np. wyznanie Piotra: Ty jesteś Chrystus (Mk 8, 29) u Mateusza zostało rozszerzone: Ty jesteś Chrystus, Syn Boga żywego (Mt 16, 16), a przez Łukasza skomentowane: Ty jesteś Chrystus Boży (Łk 9, 20).
- Kolejność perykop w Ewangeliach synoptycznych wydaje się, że czyni mniej prawdopodobną możliwość, by Marek korzystał z Ewangelii Mateusza i Ewangelii Łukasza, Łukasz z Ewangelii Mateusza, a Mateusz z Ewangelii Łukasza.
- Niemal cały materiał Ewangelii Marka znajduje się w pozostałych Ewangeliach synoptycznych. Mateusz wykorzystał niemal cały materiał przekazany przez Marka, Łukasz opuścił podwójne perykopy, nie skorzystał z dość długiego fragmentu 6, 45 – 8, 26.

Druga teza autorów teorii dwóch źródeł opiera się na przekonaniu, że Mateusz i Łukasz korzystali z różnych źródeł. Ponadto mieli wspólne źródło, a mianowicie dzieło zawierające słowa i mowy Jezusa, które niestety zaginęło. Nazwano je źródłem Q (od niem. Quelle – źródło). Po raz pierwszy terminem tym posłużył się P. Wernle. Tezę o istnieniu drugiego pisanego źródła wysunął już J.G. Eichhorn. Później rozwinęli ją Ch.H. Weisse i Ch.G. Wilke. Na rzecz źródła Q przemawiają: 
- Oprócz materiału zaczerpniętego z Ewangelii Marka Mateusz i Łukasz posiadają prawie 240 wspólnych wierszy. Według tej teorii wykluczyć należy pogląd, że Mateusz i Łukasz korzystali od siebie, ponieważ różny jest ich kontekst i kolejność występowania.
- Mateusz i Łukasz zamieszczają dwa razy tę samą wypowiedź, raz jest nią część dłuższego fragmentu, który zaczerpnęli z Ewangelii Marka, a drugi raz – fragment wzięty z zupełnie innego źródła.

Według zwolenników tej hipotezy, za istnieniem źródła Q, tj. źródła mów i słów Jezusa, przemawia przekaz Euzebiusza z Cezarei, który powtarza za Papiaszem: „Mateusz zaś, posługując się dialektem hebrajskim, zebrał razem słowa Jezusa” (Hist. Eccl. III, 39, 16). Dawniej uważano, że Papiasz miał na myśli aramejską wersję Ewangelii Mateusza, teraz natomiast zaczęto mówić o aramejskiej wersji zbioru logiów Jezusa, którego autorem byłby jeden z uczniów Jezusa. Poza źródłem Q zbiorów logiów Jezusa mogło być więcej. Dowodzi tego odkryta w 1945 roku Ewangelia Tomasza, która jest zbiorem mów Jezusa, jakkolwiek innego typu, i tym samym nie może być identyfikowana ze źródłem Q. 

## Krytyka teorii dwóch źródeł
Głównym zarzutem podnoszonym przez przeciwników teorii dwóch źródeł są tzw. mniejsze zgodności (ang. minor agreements) – to ok. 1000-2000 miejsc (w zależności od autora), w których Mt i Łk zgadzają się przeciwko Mk (np. jakieś słowo u Mk poprawione u Mt i Łk na dokładnie to samo, inne słowo; albo zarówno Mt jak i Łk opuszczają dokładnie to samo z tekstu Mk). To sugerowałoby jakiś rodzaj ich wzajemnej zależności, którą teoria dwóch źródeł a priori odrzuca. Stąd próby wytłumaczenia takich ewentualnych zależności. Na gruncie samej teorii dwóch źródeł poszczególne przypadki takich zgodności dzieli się na mniejsze grupy i próbuje wyjaśniać różnymi sposobami.
Inni krytykują samo oparcie się na nieistniejącym, hipotetycznym źródle Q i wyjaśniania przy jego pomocy zależności między poszczególnymi ewangeliami, a nawet szczegółowe analizowanie tego źródła, na którego istnienie nie mamy żadnych konkretnych dowodów. Twierdzi się, że jakiekolwiek rozwiązanie, które nie musiałoby się odwoływać to nieistniejących źródeł byłoby lepsze (w imię zasady, że prostsze rozwiązanie jest zawsze bardziej prawdopodobne).
Poważnym (choć przez niektórych ignorowanym) argumentem wydaje się też być świadectwo pierwotnego Kościoła – pisarze epoki patrystycznej potwierdzają tradycyjny porządek powstania Ewangelii: Mateusz, Marek, Łukasz.
Kolejny zarzut jest związany z układem narracji poszczególnych Ewangelii – Marek wydaje się korzystać praktycznie zamiennie z porządku raz Mateusza, raz Łukasza. Dla niektórych (dla innych niekoniecznie) jest to także argument za tym, że Mk jest najmłodszym tekstem.
Niektórzy twierdzili, że teoria dwóch źródeł została za łatwo i zbyt bezkrytycznie przyjęta, co mogłoby być nawet podyktowane względami ideologicznymi na niemieckich uniwersytetach XIX wieku.